# Paul Henderson (Leichtathlet)
Paul John Henderson (* 13. März 1971 in Casino, New South Wales) ist ein ehemaliger australischer Sprinter, der sich auf den 100-Meter-Lauf spezialisiert hatte und international vor allem als Staffelläufer in Erscheinung trat.
Bei den Leichtathletik-Weltmeisterschaften 1993 in Stuttgart belegte er mit der australischen 4-mal-100-Meter-Staffel den fünften Rang. Den größten Erfolg seiner Karriere erzielte er zwei Jahre später bei den Leichtathletik-Weltmeisterschaften 1995 in Göteborg. In der Staffel gewann er gemeinsam mit Tim Jackson, Steve Brimacombe und Damien Marsh in 38,50 s die Silbermedaille hinter Kanada (38,31 s) und vor Italien (39,07 s). Tags zuvor hatte das australische Quartett im Halbfinale mit einer Zeit von 38,17 s einen Ozeanienrekord aufgestellt. Im 100-Meter-Lauf erreichte Henderson in Göteborg die Viertelfinalrunde.
Henderson nahm an den Olympischen Spielen 1996 in Atlanta teil, verpasste jedoch mit der Staffel den Finaleinzug wegen eines Wechselfehlers und schied im 100-Meter-Lauf bereits in der Vorrunde aus.
Paul Henderson ist 1,85 m groß und hatte ein Wettkampfgewicht von 81 kg.

## Bestleistungen
- 100 m: 10,27 s, 5. Juli 1996, Windsor
- 200 m: 20,63 s, 6. März 1993, Brisbane